# Domingos Duarte
Domingos de Sousa Coutinho Menezes Duarte (Cascais, 10 de marzo de 1995) es un futbolista portugués. Juega de defensa y su equipo es el Getafe C. F. de la Primera División de España.

## Trayectoria
Nacido en Cascais, es un defensa central formado en las categorías inferiores del GD Estoril Praia. En 2011, el jugador se incorpora a la estructura del Sporting de Lisboa, donde formaría parte del equipo filial. Además, el futbolista formaría parte de la selección de fútbol de Portugal en categorías sub-19, sub-20 y sub-21.
Disputó la temporada 2016-17 en la máxima categoría del fútbol luso en las filas del Os Belenenses como cedido y durante la temporada 2017-18, fue cedido al Grupo Desportivo de Chaves, con un balance de 58 partidos disputados y un gol durante los dos períodos de cesiones.
En agosto de 2018 se hizo oficial su fichaje por el Deportivo de La Coruña cedido por una temporada con opción a compra.
El 14 de julio de 2019 el Granada C. F. hizo oficial su fichaje para las siguientes cuatro temporadas a cambio de 3 millones de euros. Tras el descenso del equipo a Segunda División en la temporada 2021-22, se marchó traspasado en el mes de julio al Getafe C. F.

## Selección nacional
Tras haber sido internacional en categorías inferiores, el 11 de noviembre de 2020 debutó con la selección absoluta de Portugal en un amistoso ante Andorra que ganaron por 7-0.

## Estadísticas

### Clubes
Actualizado al último partido disputado el 24 de mayo de 2025.
| Club | Div.          | Temporada     | Liga  | Liga  | Copas nacionales(1) | Copas nacionales(1) | Copas internacionales(2) | Copas internacionales(2) | Total | Total |
| Club | Div.          | Temporada     | Part. | Goles | Part.               | Goles               | Part.                    | Goles                    | Part. | Goles |
| --- | ------------- | ------------- | ----- | ----- | ------------------- | ------------------- | ------------------------ | ------------------------ | ----- | ----- |
| Sporting C. P. "B" Portugal | 2.ª           | 2014-15       | 10    | 0     | —                   | —                   | —                        | —                        | 10    | 0     |
| Sporting C. P. "B" Portugal | 2.ª           | 2015-16       | 43    | 3     | —                   | —                   | —                        | —                        | 0     | 0     |
| Sporting C. P. "B" Portugal | Total club    | Total club    | 53    | 3     | 0                   | 0                   | 0                        | 0                        | 53    | 3     |
| C. F. Os Belenenses Portugal | 1.ª           | 2016-17       | 28    | 1     | 4                   | 0                   | —                        | —                        | 32    | 1     |
| C. F. Os Belenenses Portugal | Total club    | Total club    | 28    | 1     | 4                   | 0                   | 0                        | 0                        | 32    | 1     |
| G. D. Chaves Portugal | 1.ª           | 2017-18       | 30    | 0     | 2                   | 0                   | —                        | —                        | 32    | 0     |
| G. D. Chaves Portugal | Total club    | Total club    | 30    | 0     | 2                   | 0                   | 0                        | 0                        | 32    | 0     |
| R. C. Deportivo La Coruña · España | 2.ª           | 2018-19       | 43    | 4     | 0                   | 0                   | —                        | —                        | 43    | 4     |
| R. C. Deportivo La Coruña · España | Total club    | Total club    | 43    | 4     | 0                   | 0                   | 0                        | 0                        | 43    | 4     |
| Granada C. F. · España | 1.ª           | 2019-20       | 36    | 3     | 3                   | 0                   | —                        | —                        | 39    | 3     |
| Granada C. F. · España | 1.ª           | 2020-21       | 29    | 1     | 2                   | 0                   | 11                       | 0                        | 42    | 1     |
| Granada C. F. · España | 1.ª           | 2021-22       | 21    | 1     | 0                   | 0                   | —                        | —                        | 21    | 1     |
| Granada C. F. · España | Total club    | Total club    | 86    | 5     | 5                   | 0                   | 11                       | 0                        | 102   | 5     |
| Getafe C. F. · España | 1.ª           | 2022-23       | 31    | 0     | 3                   | 0                   | —                        | —                        | 34    | 0     |
| Getafe C. F. · España | 1.ª           | 2023-24       | 15    | 0     | 2                   | 1                   | —                        | —                        | 17    | 1     |
| Getafe C. F. · España | 1.ª           | 2024-25       | 22    | 1     | 5                   | 0                   | —                        | —                        | 27    | 1     |
| Getafe C. F. · España | Total club    | Total club    | 68    | 1     | 10                  | 1                   | 0                        | 0                        | 78    | 2     |
| Total carrera | Total carrera | Total carrera | 308   | 14    | 21                  | 1                   | 11                       | 0                        | 340   | 15    |
| (1) Incluye datos de la Copa de Portugal, la Copa de la Liga de Portugal y la Copa del Rey. (2) Incluye datos de la Liga Europa de la UEFA. |               |               |       |       |                     |                     |                          |                          |       |       |